# Oxypolis canbyi
Oxypolis canbyi là một loài thực vật có hoa trong họ Hoa tán. Loài này được (J.M. Coult. & Rose) Fernald mô tả khoa học đầu tiên năm 1939.